# Jena Malone
Jena Malone (Sparks, Nevada, 21 de novembre de 1984) és una actriu, música i fotògrafa nord-americana, coneguda per personificar Gretchen Ross a Donnie Darko, Ruby a The Neon Demon, Rocket a Sucker Punch i Johanna Mason a la franquícia cinematogràfica Els jocs de la fam. Malone és també la cantant del projecte musical The Shoe.

## Primers anys
Fins als nou anys, es va establir a més de vint-i-set ciutats dels Estats Units, inclosa Lake Tahoe, i als deu anys es va traslladar a Las Vegas. Va acabar per avorrir aquell lloc i va persuadir la seva mare perquè es mudessin a la ciutat californiana de Los Angeles, on finalment es van establir. Aviat va començar la seva carrera com a model publicitària, impulsada per la seva mare Debbie, que és actriu. Compaginava els seus treballs com a model i classes d'actuació a l'escola Professional Children's School de Manhattan.

## Filmografia
- 1996 - Bastard out of Carolina com a Ruth Anne "Bone" Boatwright
- 1996 - Hidden in America
- 1997 - Contact com a Ellie Arroway (nena)
- 1998 - Queda't al meu costat
- 1999 - For Love of the Game com a Heather Aubrey
- 1999 - The book of stars
- 2000 - Cheaters
- 2001 - Life as a House com a Alyssa Beck
- 2001 - Donnie Darko com a Gretchen Ross
- 2001 - The Ballad of Lucy Whipple com a Lucy Whipple
- 2002 - American Girl com a Rena Grubb
- 2002 - The Badge

- 2002 - The Dangerous Lives of Altar Boys com a Margie Flynn.
- 2003 - Cold Mountain
- 2003 - Hitler: The Rise of Evil (miniserie)
- 2003 - The United States of Leland
- 2004 - Corn
- 2004 - Howl's Moving Castle como Lettie (veu)
- 2004 - Saved com a Mary
- 2005 - Orgull y prejudici com a Lydia Bennet
- 2005 - The Ballad of Jack and Rose com a Red Berry
- 2006 - Lying
- 2006 - Container (veu)